# 指示語
指示語（しじご）または指示詞（しじし、demonstrative）とは、話し手のいる地点と状況をもとにしてものを指し示す機能を持つ語であり、特に代名詞や限定詞として用いられる。日本語の「これ」「その」や英語の this、that などは典型的な指示詞である。

## 指示語の使い分け
指示詞は遠近によって使い分けられる。
- 話し手から近いか遠いか。
- 話し手から近いか、中くらいか、遠いか。
- 話し手に近いか、聞き手に近いか、話し手にも聞き手にも近くないか。
- 話し手に近いか、聞き手に近いか、第三者に近いか、誰にも近くないか。

また、距離以外に次のような直示的情報によって使い分けがある言語もある。
- 視界に入っているかどうか。
- 上の方にあるか下の方にあるか。
- 上流か下流か、山の上か麓かなど地理的な情報。
- 近づいているか遠ざかっているか、横切るのかなどの動きの情報。

さらに、直示的情報以外にも以下のような指示物の性質によって使い分けられる。
- 場所をさすのかものを指すのか。
- 有生か無生か。
- 人間かどうか。
- 性別はどうか。
- 数はどうか。
- 明確な輪郭を持ったものかどうか。

## 日本語の指示語
日本語の指示語は一般にこそあどと呼ばれる4系列からなる（場合によって、カ系列を加え、5系列にすることもある）。コ系列を近称、ソ系列を中称、ア系列を遠称、ド系列を不定称と呼ぶ場合もあるが、厳密には後述のようにソ系列は中距離を示すものではない。
|        | 事物 | 場所   | 方向             | 方向/人称 | 人称             | 連体詞 | 副詞 | 連体詞 |
| ------ | ---- | ------ | ---------------- | --------- | ---------------- | ------ | ---- | ------ |
| コ系列 | これ | ここ   | こちら（こっち） | こなた    | こやつ（こいつ） | この   | こう | こんな |
| ソ系列 | それ | そこ   | そちら（そっち） | そなた    | そやつ（そいつ） | その   | そう | そんな |
| ア系列 | あれ | あそこ | あちら（あっち） | あなた    | あやつ（あいつ） | あの   | ああ | あんな |
| ド系列 | どれ | どこ   | どちら（どっち） | どなた    | どやつ（どいつ） | どの   | どう | どんな |
| カ系列 | かれ | かしこ |                  | かなた    | かやつ（きゃつ） | かの   |      |        |

「こそあ」はそれぞれ現場指示用法と文脈指示用法をもつ。

### 現場指示
現場指示用法は、談話の場において実際に近くにあるものを指して用いる用法である。コ系列は話し手の近くにあるもの、ソ系列は聞き手の近くにあるもの、ア系列はどちらからも離れているものを指す。

### 文脈指示
文脈指示用法は、話題になっているものや記憶の中にある要素を指す用法である。コ系列は談話に導入された要素や、直後に導入する要素を指す（「正解はこうです。まず…」）。ソ系列は、それまでに談話に導入された要素を指し、仮定した要素や不特定の要素をも指すことができる（「誰か来たらその人に…」）。また「その」には「この」「あの」にはない所有関係を表す機能がある。ア系列は記憶の中にあるものを引き出すときに用いる（「あの頃は良かった」）。

### 中古日本語における指示語
平安時代の中古日本語では、こ、そ、か(あ)の3系列と、カク、サの指示副詞2系列が用いられていた。